# Przesłuch
Przesłuch – zakłócenie występujące przy przesyłaniu sygnałów, nie tylko fonicznych, od których pochodzi jego nazwa (np. w telefonii, radiofonii), rodzaj przeniku. Polega na pojawianiu się sygnału wysłanego jednym torem przesyłowym w innym torze, zwykle równoległym do niego. Również nazwa parametru określającego wielkość przesłuchu (np. przesłuch −16 dB).
Przy najprostszym wykonaniu linii napowietrznej, bądź kabla, amplituda przesłuchu jest w przybliżeniu proporcjonalna do długości. Dla zmniejszenia przesłuchu stosuje się pary przewodów, w których przesyłany jest sygnał o przeciwnych znakach (sygnał antysymetryczny), układane w zrównoważone czwórki oraz przeplot w linii napowietrznej bądź skrętkę – w kablu; inny sposób, stosowany w kablach telekomunikacyjnych, to losowe układanie przewodów i wybieranie z nich par o małym przesłuchu – w telefonii ta metoda okazała się tańsza od wykonywania kabli o niskim przesłuchu.
Uogólnione znaczenie – przenikanie fali, propagowanej w jednym medium równolegle do granicy z innym medium, do tego innego medium, mimo istnienia bariery na granicy mediów, występujące, gdy może ona propagować się wzdłuż tej granicy w obu mediach ze zbliżoną prędkością (lub jej składową równoległą do tej granicy).